# Giovanni di Lorenzo

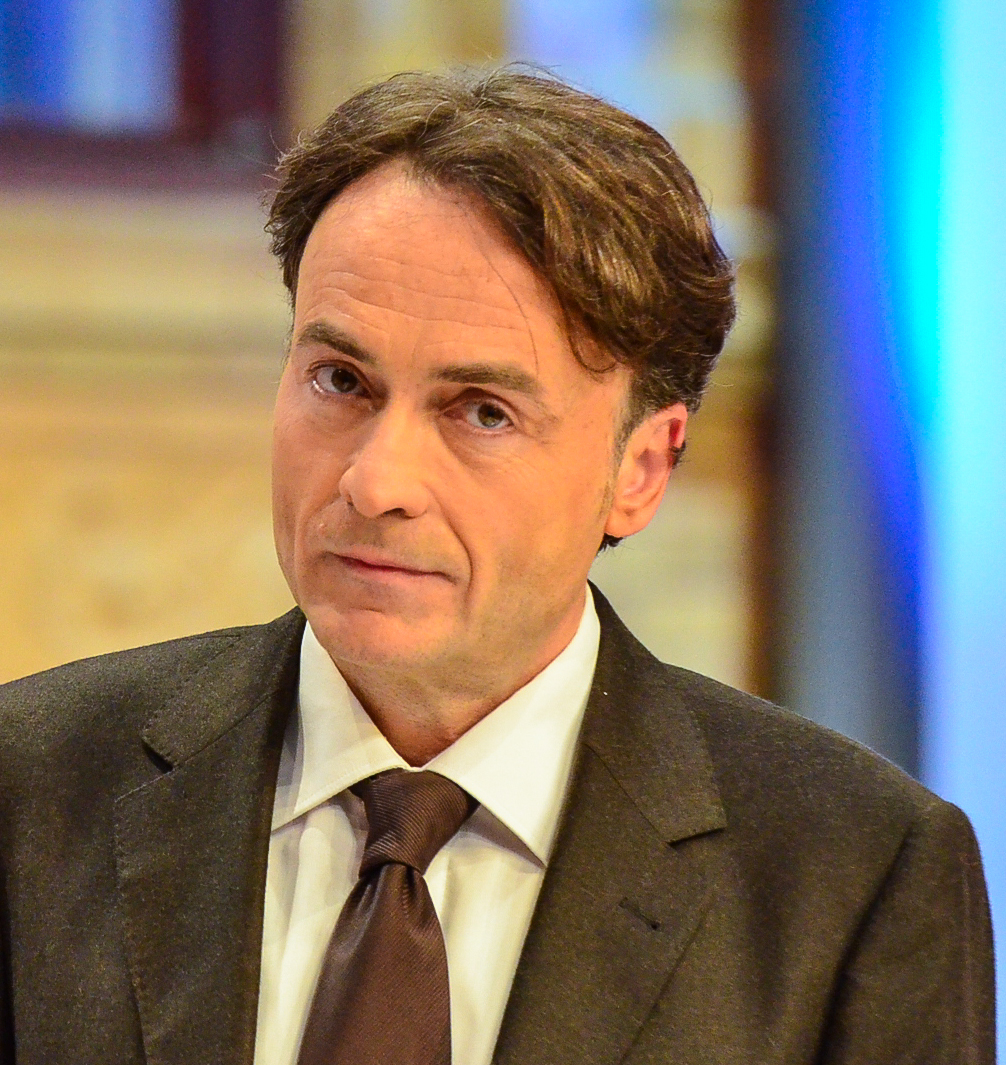
Giovanni di Lorenzo (2013)

Giovanni di Lorenzo [dʒoˈvan:i di loˈrεntso] (* 9. März 1959 in Stockholm) ist ein deutsch-italienischer Journalist, Autor und Fernsehmoderator. Er ist Chefredakteur der Wochenzeitung Die Zeit, Mitherausgeber des Berliner Tagesspiegels und Gastgeber der Talkshow 3 nach 9 bei Radio Bremen.

## Leben
Giovanni di Lorenzo wurde als Sohn eines Italieners und einer Deutschen in Stockholm geboren. Sein Vater, Carlo di Lorenzo, war Leiter einer Synchronfirma. Seine aus Königsberg in Ostpreußen stammende Mutter Marianne, geb. Matull, arbeitete als Lehrerin an der Deutschen Schule in Stockholm und später als Psychotherapeutin. Sein Großvater mütterlicherseits war der Journalist und Historiker Wilhelm Matull, seit 1925 Vorsitzender der Sozialistischen Arbeiterjugend in Königsberg und von 1928 bis 1933 Redakteur bei der sozialdemokratischen Königsberger Volkszeitung. Sein Onkel väterlicherseits, Giorgio di Lorenzo, war führender Manager beim italienischen Büromaschinenkonzern Olivetti.
Da die Mutter aufgrund ihrer Schwangerschaft die Deutsche Schule in Stockholm verlassen musste, zog sie nach der Geburt ihrer Zwillingssöhne Giovanni und Marco zurück nach Deutschland in ein Dorf nahe Hameln, wo di Lorenzo die ersten Jahre seiner Kindheit verbrachte. Erst als di Lorenzo fünf Jahre alt war, zog die Familie zusammen und lebte zunächst in Rimini, später in Rom. Dort besuchte di Lorenzo die Deutsche Schule. Nach der Trennung der Eltern lebte er ab dem elften Lebensjahr mit seinem Bruder und seiner Mutter in Hannover. Dort besuchte er zunächst das humanistische Ratsgymnasium und später die neusprachliche Tellkampfschule, wo der spätere Regierungssprecher Steffen Seibert zu seinen Mitschülern zählte. Nach dem Abitur 1979 bestand di Lorenzo im Frühjahr 1980 die Aufnahmeprüfung an der Deutschen Journalistenschule in München, trat das Studium jedoch nicht an und verfasste stattdessen die Lebensgeschichte des rechten Terroristen Stefan Salge, die in Teilen zunächst im Dossier der Zeit und 1984 als Buchausgabe bei Rowohlt erschien. Bis 1986 studierte di Lorenzo Kommunikationswissenschaft, Politologie und Neuere und Neueste Geschichte an der Ludwig-Maximilians-Universität in München. Seine Magisterarbeit schrieb er bei Karl Friedrich Reimers über Strategie und Aufstieg des Privatfernsehens in Italien am Beispiel der Networks von Silvio Berlusconi.
Von 2005 bis 2015 war di Lorenzo mit der Moderatorin Sabrina Staubitz liiert; ihre gemeinsame Tochter wurde 2008 geboren. Er wohnt in Hamburg-Winterhude.

## Beruf
Seine journalistische Tätigkeit begann er 1979 als Schülerpraktikant bei der hannoverschen Tageszeitung Neue Presse (bis 1982), wo er auf seinen journalistischen Mentor Michael Radtke traf. Außerdem arbeitete er für das Stadtmagazin Schädelspalter.

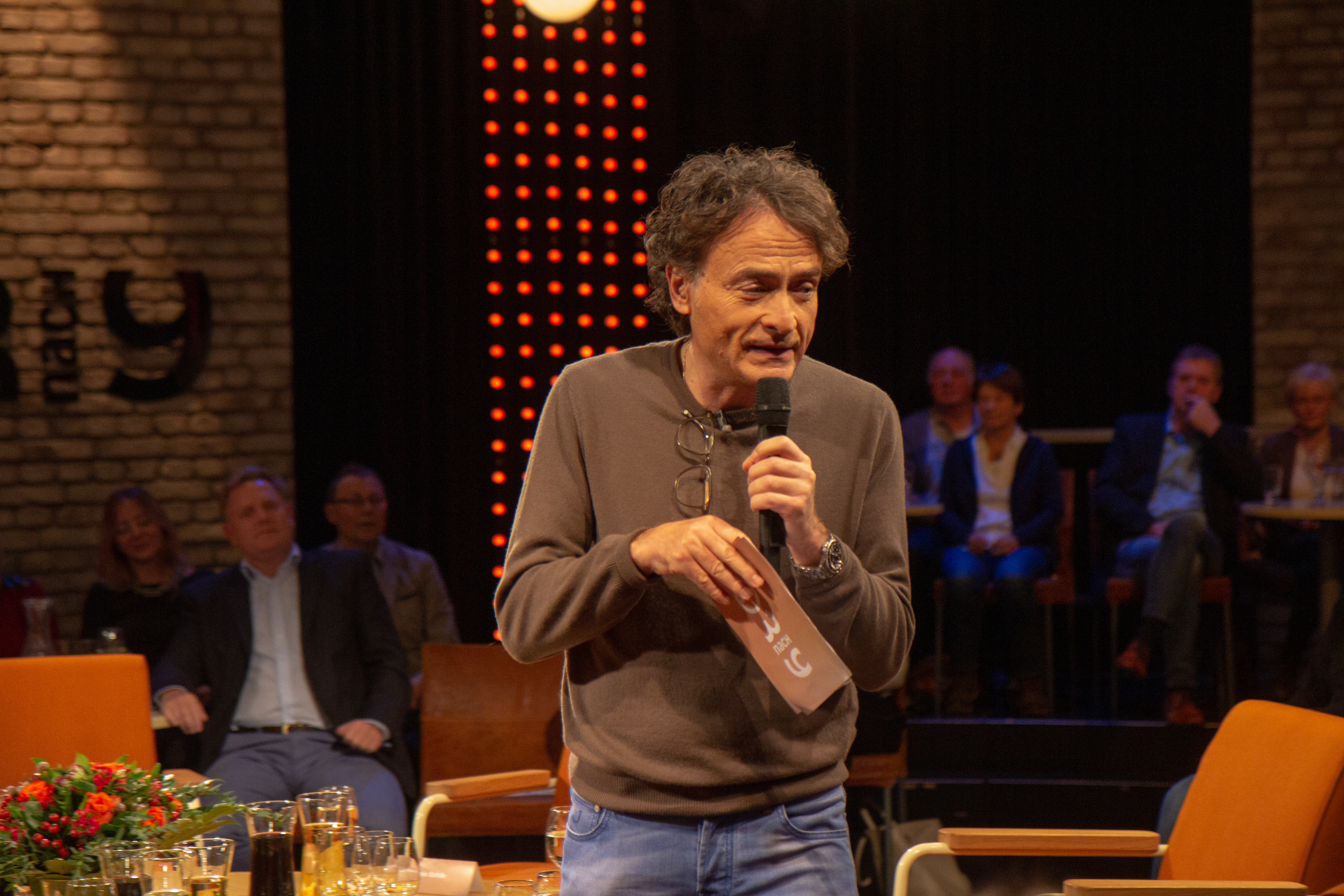
Giovanni di Lorenzo als Gastgeber der Talkshow 3 nach 9 (2018)

Erste Erfahrungen im Fernsehen machte di Lorenzo als Moderator beim Bayerischen Rundfunk, wo er seit Juni 1984 das wöchentliche Jugendmagazin Live aus dem Alabama moderierte. 1988 und 1989 moderierte er die ARD-Kulturreportage live vom Münchner Filmfest. Seit 1989 wird die Fernseh-Talkshow 3 nach 9 von ihm mitmoderiert.
Von 1985 bis 1986 wirkte er als Berater an der Neugestaltung der Süddeutschen Zeitung und des Münchner Stadtanzeigers mit. Im Mai 1987 wurde di Lorenzo Mitglied der innenpolitischen Redaktion der Süddeutschen Zeitung, von Mai 1994 bis Ende 1998 Ressortleiter der Reportagen vorbehaltenen Seite Drei. Anfang 1999 wechselte er als Chefredakteur zur Berliner Tageszeitung Der Tagesspiegel. Seit August 2004 ist er Chefredakteur der ebenfalls bei der Verlagsgruppe Georg von Holtzbrinck erscheinenden Wochenzeitung Die Zeit, seit Juli 2025 gemeinsam mit Jochen Wegner. Seit 2004 ist er außerdem einer der Herausgeber des Tagesspiegels.

## Sonstiges
Di Lorenzos erster Zeitungsartikel erschien unter dem Pseudonym Hans Lorenz, da der verantwortliche Redakteur di Lorenzos Namen für einen Künstlernamen hielt und dieser ihm zu fantasievoll erschien.
1992 war di Lorenzo Mitorganisator der Münchner Lichterkette gegen Fremdenfeindlichkeit unter dem Motto München – eine Stadt sagt Nein.
Aufgrund seines Buches über einen Rechtsradikalen im Jahr 1984 suchte die damalige Moderatorin Amelie Fried di Lorenzo für eine Sendung über das Thema Rechtsradikalismus bei Live aus dem Alabama aus. Beide verband die gemeinsame Studienzeit. Im gleichen Jahr noch übernahm di Lorenzo die Mitmoderation. Di Lorenzo: „Ich kam als Gast und ging als Moderator.“ 1998 „revanchierte“ sich di Lorenzo bei Amelie Fried, als eine Nachfolgerin für die verstorbene Juliane Bartel bei 3 nach 9 gesucht wurde. Von 1998 bis zum Ausscheiden von Fried im August 2009 moderierten sie die Talkshow gemeinsam. Von September 2009 bis Januar 2010 war Charlotte Roche neben di Lorenzo Moderatorin dieser Sendung, seit Juli 2010 ist Judith Rakers Moderatorin neben di Lorenzo.
Im November 2011 veröffentlichte di Lorenzo ein vierseitiges Interview mit Karl-Theodor zu Guttenberg in der Wochenzeitung Die Zeit und kurz darauf mit Guttenberg ein gemeinsames Buch. Länge und Inhalt des Interviews hatten zahlreiche Leserbeschwerden zur Folge und wurden von einem Großteil der deutschen Presse kritisiert: Man warf ihm besonders mangelnde Distanz vor, wenn nicht gar Werbung. Di Lorenzo antwortete darauf, dass Guttenberg ein Forum gegeben werden könne, da er weder Extremist noch Verbrecher sei. Eine Rückkehr Guttenbergs hänge nicht von ihm als Journalisten, sondern von den Wählern ab. Im April 2012 äußerte er gegenüber der Berliner Zeitung, dass das Buch ein Fehler war, den er bereue.
1987 drehte er für den Bayerischen Rundfunk die Sendereihe Briefe aus Italien, bei der er im Wechsel mit Aviva Ronnefeld über italienische Städte und Regionen berichtete.
Giovanni di Lorenzo ist Mitglied in den Kuratorien der Zeit-Stiftung, des Journalists Network e. V. und der Bundeskanzler-Helmut-Schmidt-Stiftung. Seit 2003 ist er Gründungsmitglied des Fördervereins der Gedenkstätte Berlin-Hohenschönhausen.
Di Lorenzo gehört zu den Initiatoren der Charta der Digitalen Grundrechte der Europäischen Union, die Ende November 2016 veröffentlicht wurde.
Seit 2021 führt di Lorenzo gemeinsam mit Florian Illies durch den von der Zeit veröffentlichten Podcast  Augen zu, der sich in jeder Folge dem Leben und Werk eines berühmten Künstlers beziehungsweise einer berühmten Künstlerin widmet.

## Verfahren wegen Doppel-Wahl
Am Abend der Europawahl 2014 erklärte di Lorenzo in der Polit-Talkshow Günther Jauch, er habe aufgrund seiner doppelten Staatsangehörigkeit zweimal abgestimmt. Dies ist nach § 6 Abs. 4 des Europawahlgesetzes nicht zulässig. Aufgrund einer Strafanzeige eines AfD-Landesverbands ermittelte die Hamburger Staatsanwaltschaft wegen des Verdachts der Wahlfälschung nach § 107a StGB. Di Lorenzo begründete sein Verhalten damit, dass er sowohl als deutscher als auch als italienischer Staatsbürger eine Wahlbenachrichtigung erhalten habe und es ihm nicht bewusst gewesen sei, nur in einem Land wählen zu dürfen. Er bedauere sein Verhalten. Die Staatsanwaltschaft stellte das Ermittlungsverfahren ein, nachdem di Lorenzo im November 2014 einen „namhaften Betrag“ als Auflage gezahlt hatte.

## Auszeichnungen
- 1986 Mitglied des Teams von Live aus dem Alabama, für das Gerd Aschmann den Adolf-Grimme-Preis (Sonderpreis Live) entgegennahm
- 1992 Bambi
- 1993 Theodor-Wolff-Preis
- 2001 München leuchtet
- 2001 Goldene Feder für seine Tätigkeit als Chefredakteur des Tagesspiegels
- 2001 Preis der europäischen Presse – RAI/Radiotelevisione Italiana
- 2005 Premio Ischia, einer der angesehensten italienischen Journalistenpreise; Mann des Jahres in der Kategorie „Medien und Media“ – Auszeichnung von Horizont
- 2006 Medienpreis für Sprachkultur – Sparte Presse
- 2007 Hildegard-von-Bingen-Preis für Publizistik
- 2007 Chefredakteur des Jahres – Auszeichnung vom Medium Magazin
- 2009 Julius-Hirsch-Preis – Ehrenpreis der Jury[32]
- 2019 LeadAward – Blattmacher des Jahres „Zeitung überregional“ (Gold)[33]

## Schriften
- Stefan, 22, deutscher Rechtsterrorist: „Mein Traum ist der Traum von vielen“. Rowohlt, Reinbek 1984, ISBN 3-498-03827-3.
- Auch unsere Generation hat Werte. Aber welche? Stiftung Bundespräsident-Theodor-Heuss-Haus, Stuttgart 2009, ISBN 978-3-9809603-6-6.
- Auf eine Zigarette mit Helmut Schmidt. Kiepenheuer & Witsch, Köln 2. Auflage 2016, ISBN 978-3-462-04966-4.
- Wofür stehst Du? Was in unserem Leben wichtig ist – eine Suche (mit Axel Hacke). Kiepenheuer & Witsch, Köln 2010, ISBN 978-3-462-04372-3. (Platz 1 der Spiegel-Bestsellerliste vom 7. Februar bis zum 13. Februar 2011)
- Wölkchen, Simon und der Regenbogen (mit Sabrina Staubitz). Carlsen, Hamburg 2011, ISBN 978-3-551-05200-1 (Pixi-Bücher, Nr. 1807).
- Vorerst gescheitert: Karl-Theodor zu Guttenberg im Gespräch mit Giovanni di Lorenzo. Herder, Freiburg im Breisgau 2011, ISBN 978-3-451-30584-9.
- Verstehen Sie das, Herr Schmidt? Kiepenheuer & Witsch, Köln 2012, ISBN 978-3-462-04486-7.
- Vom Aufstieg und anderen Niederlagen: Gespräche mit Zeitgenossen Kiepenheuer & Witsch, Köln 2014, ISBN 978-3-462-04710-3.
- Erklär mir Italien! Wie kann man ein Land lieben, das einen zur Verzweiflung treibt? (mit Roberto Saviano), Kiepenheuer & Witsch, Köln aktualisierte Neuauflage 2019, ISBN 978-3-462-05193-3.